# Polonaise As-Dur
Die Polonaise As-Dur op. 53 von Frédéric Chopin entstand im Jahr 1842. Der polnische Komponist widmete sie dem befreundeten deutsch-jüdischen Bankier Auguste Léo, in dessen Salon er häufig verkehrte. Sie ist eines der bekanntesten und bedeutendsten Klavierwerke Chopins. Den Beinamen Héroïque erhielt sie später von Musikwissenschaftlern und Pianisten.

## Aufbau

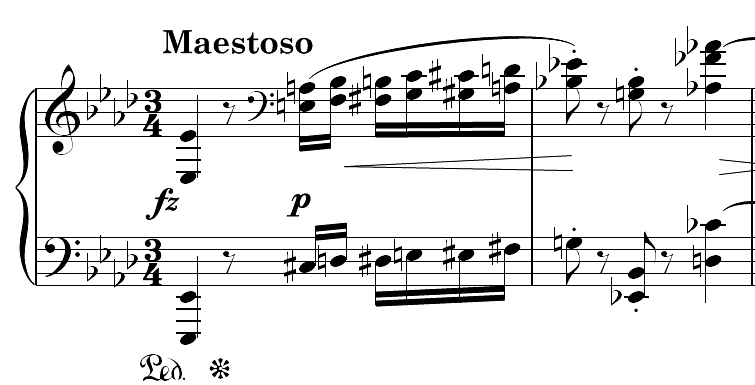
Beginn

Die As-Dur-Polonaise beginnt mit der markanten Einleitung im dominanten Es-Dur. Der Mittelteil steht in E-Dur. Technisch ist das Werk nicht „unspielbar“; Dilettanten scheitern aber an den (leisen) linkshändigen Oktaven im E-Dur-Teil. Vielleicht noch schwerer ist es, die innere Festigkeit und den majestätischen Stolz – das Maestoso – des Stücks herauszubringen und nicht zu „zerdonnern“. Spielt man die Quart-Oktaven beim Thema mit Bedacht, kommt zur Grandezza das nötige Quäntchen Gemessenheit. Die braucht es auch in den 26 Takten nach dem E-Dur-Teil. Sie zu verhuschen und den balladenhaften Parlandoton – gleichmäßige Sechzehntel rechts, gleichmäßige Achtel links –zu überspielen, nimmt dem Stück die Größe. Treffend beschreibt Otto Emil Schumann das Werk:

„Prachtvoll die gespannte, spannungsreiche Einleitung über dem Es als Dominantgrundton mit dem Wechsel von chromatisch auffahrenden Akkorden und rollenden Sechzehntelfiguren, die von jeweils anderen Harmonien (je vier Akkordschläge) durchsetzt werden. Dann erst die Grundtonart As-Dur, dann erst das Hauptthema mit den Quartschritten der Baßoktaven, stolz und kühn, ritterlich und glanzvoll. Machtvoll auch der mit Trillern und Prallern festlich geschmückte Überleitungsgedanke und der harfenmäßig emporschnellende Lauf, bis das Thema noch glänzender auftritt, in hoher Lage, mit wuchtigen Oktaven und Zwischentrillern. Stark auch die Nebengedanken. Mittelsatz in terzverwandtem E-Dur; eingeleitet durch sieben rauschende Fortissimo-Akkorde, daran schließt sich pianissimo eine viertonige, absteigende Baßfigur (e/dis/cis/h), die als Stakkato-Oktave sich unablässig wiederholt und dem ganzen Satz als Grundlage dient. Dazu ein rhythmisch festes Thema, wie von drei Trompeten geblasen. Riesenhaft die Steigerung des Satzes. Zum Schluß kehrt der Hauptsatz in höchstem Glanz wieder. Die letzten drei Takte sind ein schönes Beispiel dafür, wie Chopin seine Schlüsse bildet: ganz frei und doch einfach.“

## Erstdruck
Der Erstdruck erschien im Dezember 1843 im Verlag von Maurice Schlesinger mit der Widmung „à M. Auguste Léo“.